# In the Heights (Musical)
In the Heights ist ein 2005 uraufgeführtes Musical mit Musik und Text von Lin-Manuel Miranda (u. a. bekannt für Hamilton) und einem Buch von Quiara Alegría Hudes. Die Geschichte ist ein dreitägiger Ausschnitt aus dem Leben in dem dominikanisch-kubanisch geprägten New Yorker Stadtteil Washington Heights und wird als Rückblick von dem Protagonisten Usnavi erzählt.
Das Musical wurde nach der Premiere am Broadway 2008 für 13 Tony Awards, die wichtigste amerikanische Auszeichnung für Theateraufführungen, nominiert und gewann davon vier (Kategorien: Best Musical, Best Choreographer, Best Orchestrations, Best Original Musical Score). Am 22. Juli 2021 erschien eine Verfilmung des Stücks unter der Regie von Jon M. Chu in den deutschen Kinos.

## Hintergrund
Die Premiere am New Yorker Broadway fand nach einigen Test-Shows im Jahr 2005 in Connecticut und 2007 am Off-Broadway am 9. März 2008 im Richard Rodgers Theatre statt. Regie führte hierbei jeweils Thomas Kail. Die Show wurde nahezu drei Jahre, bis zum 9. Januar 2011, am Broadway gespielt. Während dieser Zeit wurden 1185 Vorstellungen gezeigt.
Die deutsche Erstaufführung fand am 28. Mai 2016 in der Aula des Gymnasiums Lohne durch das Amateur-Ensemble der Musical-AG Lohne statt. Aufgrund der hohen Nachfrage wurden zwei zusätzliche Vorstellungen angesetzt.